# Josephine Butler

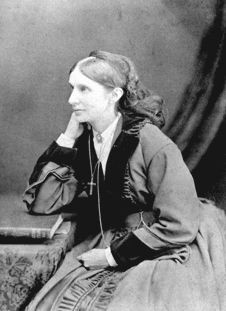
Josephine Butler em 1876.

Josephine Elizabeth Butler (Milfield, Northumberland, 13 de abril de 1828 – Wooler, Northumberland, 30 de dezembro de 1906) foi uma feminista e reformista inglesa da Era vitoriana. Ela fez campanha em favor do sufrágio feminino, de melhor acesso a educação para mulheres, igualdade perante a lei, fim da prostituição infantil e contra o tráfico de mulheres e crianças europeias para prostituição.
Josephine cresceu numa família rica e politicamente bem conectada de orientação progressista que a ajudou a criar uma forte consciência social e firmes ideias religiosos. Ela se casou com George Butler, um clérigo anglicano e diretor de escola. O casal teve quatro filhos. A mais nova, Eva, morreu como resultado de uma queda. A morte dela afetou profundamente Josephine e ela passou a focar em ajudar as pessoas, começando pelos habitantes de uma workhouse (casa para pessoas de baixa renda). Logo depois ela se tornou uma ativista por direitos iguais de gênero na lei britânica. Em 1869 ela se envolveu na campanha para repelir a Lei de Doenças Contagiosas, uma legislação que tentava controlar a dispersão de doenças venéreas (especialmente dentro do exército britânico e da marinha real) através de exames médicos forçados em prostitutas, em um processo que ela descreveu como "estupro cirúrgico". A campanha foi bem sucedida e em 1886 a lei foi revogada. Josephine formou a Federação Internacional Abolicionista, uma organização que combatia leis similares pelo continente europeu.
Enquanto investigava o efeito destas leis, Josephine descobriu que algumas das prostitutas tinham em torno de 12 anos e muitas eram garotas de outros países do continente que eram traficadas como escravas sexuais na Inglaterra. Uma campanha para combater isso acabou na prisão de vários oficiais da polícia belga que eram envolvidos nestes crimes. Josephine lutou contra prostituição infantil com ajuda do editor do jornal Pall Mall Gazette, William Thomas Stead, que havia comprado uma menina de 13 anos (Eliza Armstrong) da sua mãe por £5 libras para uma matéria contra prostituição infantial. Sua luta levou a passagem de uma emenda na lei criminal, em 1885, que aumentou a idade de consentimento sexual de 13 para 16 anos e também tomou medidas para impedir que crianças se tornassem prostitutas. Sua última campanha ativista aconteceu no final da década de 1890, contra a Lei de Doenças Contagiosas que ainda estava sendo implementada na Índia Britânica.
As contribuições de Josephine são lembradas em alta conta na história da emancipação das mulheres. Seu "feminismo cristão" é celebrado pela Igreja da Inglaterra no festival Lesser. Ela é representada no vitral da Catedral de Liverpool e da Igreja de St Olave na cidade de Londres. Seu nome esta também no Memorial dos Reformistas no Cemitério de Kensal Green e a Universidade de Durham nomeou um dos seus campus em homenagem a ela. Suas estratégias de campanha mudaram a forma como os movimentos feministas e pelo sufrágio conduziam suas lutas. Suas iniciativas também levaram o feminismo a ser mais discutido nos círculos políticos britânicos. Após sua morte, em 1906, a feminista Millicent Fawcett a saudou como "a inglesa mais distinta do século XIX".